# Robert Spencer
Robert Bruce Spencer (27 de fevereiro de 1962) é um autor americano e uma figura chave do Movimento Anti-jihad nos Estados Unidos.
Spencer publicou doze livros sobre o Islã radical, incluindo dois Best Sellers listados pelo The New York Times. Em 2003, ele fundou e desde então dirigiu o Jihad Watch, um site que ele descreve como contendo "notícias da jihad internacional, e comentários"   que é dedicado a "trazer a atenção do público para o papel que a teologia jihad e a ideologia desempenha no mundo moderno, e corrigindo equívocos populares sobre o papel da jihad e da religião em conflitos modernos ".
Ele também é co-fundador do Stop Islamization of America (SIOA) e da Iniciativa de Defesa da Liberdade (Freedom Defense Iniciative) com a blogueira Pamela Geller, com a qual também é co-autor de um livro, cujo titulo é, A Presidência Pós-Americana: A Guerra de Obama na América. (em Inglês; The Post-American Presidency: The Obama Administration's War on America). Seus pontos de vista foram descritos como anti-islâmico ou islamofobicos por organizações islâmicas ou de esquerda.  Em 2013 as autoridades britânicas proibiram Robert Spencer e Pamela Geller de viajar para o Reino Unido por "fazerem supostas declarações que poderiam fomentar o ódio e levar à violência inter-comunitária"; porém, alguns meios de comunicação apontaram a dualidade de critérios usada, citando como exemplo o caso do extremista religioso saudita Mohamad  al-Arefe  a quem foram permitidas prédicas em Cardiff, Birmingham e Londres. após ser por fim banido da Grã Bretanha em  Março de  2014. Também em 2016, o extremista religioso Syed Muzaffar Shah Qadri, banido no próprio Paquistão, pregou em várias mesquitas  do Reino Unido.
Em Maio de  2017 numa viagem à Islândia, onde discursou na capital do país, um activista local  drogou a sua  bebida durante um jantar. Hospitalizado durante a noite em Reykjavik, um relatório médico confirmou a presença no seu organismo de anfetaminas e MDMA (ecstasy).